# Everybody (Madonna)
Everybody is het debuutnummer van Madonna uitgebracht in 1982. Het nummer is afkomstig  van haar gelijknamige debuutalbum Madonna. 

## Videoclip
De lowbudget ($1.500) videoclip werd geregisseerd door Ed Steinberg. Madonna is zelf te zien, terwijl ze danst in een ruimte met schemerige belichting. Even later worden de dansers er bij betrokken. De videoclip speelt zich af in de Paradise Garage (een homodiscotheek). Madonna's vriend Debi Mazar verzorgde de make-up en danste samen Erika Belle and Bags Rilez in de videoclip.

## Hitlijsten
Het nummer kwam niet terecht in de Billboard Hot 100, maar belandde wel in de Dance Club Songs Chart
| Charts (1982)                                 | Hoogste positie |
| --------------------------------------------- | --------------- |
| US Dance Club Songs (Billboard)               | 3               |
| US Bubbling Under Hot 100 Singles (Billboard) | 7               |